# کماج سیستانی
نان وری یا کماج سیستانی یکی از انواع نان‌های سنتی سیستان و نوعی کماج است که توسط مردم سیستانی و در سیستان پخت می‌شود.
وری کلمه ای در گویش سیستانی است که از طرز پخت آن به معنای (گذاشتن خمیر زیر خاک) گرفته شده‌است، در شیوه پخت آن ابتکار جالبی در طول تاریخ صورت گرفته‌است.

## شیوه پخت
دامداران سیستانی در کوچ ییلاقی شان به جنوب خراسان- جایی که سوختهای هیزمی و جنگلی بی نصیب اند - برای پخت کماج، شنهای کف رودخانه را با آتش بوته‌های بیابانی داغ می‌کنند. این سنگریزه‌ها حرارت را تا مدتی در خود نگه می‌دارند و هنگامی که وری یا کماج سیستانی در آن پهن و پوشیده می‌شود به همان خوبی گل آتش آمیخته با خاکستر داغ پخته می‌شود.